# Chrámec
Chrámec és un poble i municipi d'Eslovàquia. Es troba a la regió de Banská Bystrica.

## Història
La primera menció escrita de la vila es remunta al 1246.

## Demografia
| Godina             | 1994 | 2004 | 2014    | 2024   |
| ------------------ | ---- | ---- | ------- | ------ |
| Nombre de persones | 380  | 399  | 441     | 461    |
| Diferència         |      | +5%  | +10,52% | +4,53% |

| Godina             | 2023 | 2024   |
| ------------------ | ---- | ------ |
| Nombre de persones | 455  | 461    |
| Diferència         |      | +1,31% |